# Etrusker
Etrusker (latin etrusci eller tusci, av grekerna kallade tyrrhenoi, "tyrrhener") var det folk som under forntiden levde i de mellersta och norra delarna av Apenninska halvön. De områden som beboddes av etruskerna kallas även Etrurien (latin Etruria), vilket i sin tur utgör ett historiskt landskap som sedermera kallades Tuscia, varav det moderna namnet Toscana uppkommit.
Man delar traditionellt in den etruskiska civilisationen i följande huvudsakliga tidsperioder: järnåldern 1000–750 f.Kr., den orientaliserande perioden 750–575 f.Kr. som i sin tur uppdelas i en tidig del 750–650 och en sen del 650–575, den arkaiska perioden 575–450 f.Kr., den klassiska perioden 450–300/250 f.Kr. och den hellenistiska eller romerska perioden 250–100 f.Kr.

## Historia
Historikern Herodotos förde vidare en sägen om etruskerna, att de invandrat till Italien sjövägen från Lydien i Mindre Asien. Herodotos tänkte sig att folk utvandrade i massor på grund av hungersnöd, och seglade västerut där de slog sig ned vid Italiens västkust. En annan teori är att etruskerna som nation uppstod i Italien och att de därmed var infödda, snarare än inflyttade. Den formulerades först av den grekiske historikern Dionysios av Halikarnassos. En tredje teori som förts fram är att de skulle ha kommit till Italien landvägen över Alperna, först tagit Po-dalen i besittning och därefter utbrett sig till mellersta Italien. Under 1800-talet utspelades häftiga akademiska strider i Tyskland mellan företrädarna för olika teorier om etruskernas härkomst. Under senare tid har emellertid de allra flesta forskare inom ämnet enats om att infödings-teorin har mest stödjande evidens. Exakt hur den kulturella processen som resulterade i den etruskiska kulturens framgång gick till, tvistar man dock fortfarande om. Spelade exempelvis grekerna och fenicierna en viktig roll i etruskernas utveckling, eller var den ökande kontakten ett resultat av den tilltagande komplexiteten i deras kultur? 
Etruskerna är möjliga att spåra historiskt först – på grund av de första skriftliga fyndens uppskattade ålder – runt 700-talet f.Kr. Man har hittat inskrifter i keramik i södra Etrurien från den tiden. Man är idag överens om att de viktigaste förändringarna som föregick etruskernas uppkomst ägde rum under den femhundraåriga perioden före 700 f.Kr., med andra ord, under den sena bronsåldern och järnåldern. Under den tiden började de första städerna uppstå, vilket var en bidragande orsak till att vissa forskare förut antog att det var en helt ny befolkning som invandrade till området.
För att lättare kunna försvara sig och upprätthålla sitt välde anlade etruskerna sina städer på höjder, vilka de genom murar av sten gjorde svårintagliga. Etrurien var ett slags förbundsstat av tolv städer, bland vilka Tarquinii (det nuv. Tarquinia) skall ha varit den förnämsta. Andra var Arretium (Arezzo), Caere, även kallad Agylla (det nuv. Cerveteri), Clusium (Chiusi), Cortona, Perusia (Perugia), Veji, Velsina eller Volsinii (nu kallad Orvieto, den italienska formen av Urbs vetus, "gamla staden") och Vulci. Under den etruskiska tiden var Florens inte någon betydelsefull ort. Platsen var visserligen, såsom gravarna visat, bebyggd redan före denna tid, men etruskerna ville inte bo på slätten, utan föredrog att bygga sin av starka murar omgivna stad på den närbelägna höjd, som nu kallas Fiesole; sedan romarna gjort sig till herrar i landet, blev Florens åter bebyggt.
Från det etruskiska kärnområdet norr om Tibern utbredde etruskerna sitt område mot norr över Poslätten och ända fram till Alperna, mot söder under 600-talet f.Kr. över Kampanien och Capua. Under samma århundrade erövrades Korsika. Även Rom måste betala skatt till det etruskiska förbundet. 474 f.Kr. besegrade kyméerna i förening med tyrannen Hieron i Syrakusa den eturiska flottan, men ännu i slutet av 300-talet var etruskernas flotta fruktad av grekerna. Vejis erövring av romarna 396 f. Kr. var ett hårt slag för etruskerna, men de utgjorde mäktiga konkurrenter till romarna under hela 300-talet. Redan 424 f.Kr. hade samniterna erövrat Caupua, och 296 f.Kr. förlorade etruskerna Orvieto. Efter det gick romaniseringen av etruskien fort.

## Forskning om etruskerna
Teorier kring etruskerna har varierat kraftigt, med många sinsemellan konkurrerande och helt oförenliga teorier. I likhet med flera andra av dagens vetenskapliga ämnesområden var det inte förrän i början på 1800-talet som forskningen om och kring etruskerna systematiserades och började likna dagens metoder. Ett exempel på en uppfattning som var allmänt spridd, men numera förkastad, är att alla målade krukor från Italien tillverkades av etruskerna. Ett annat exempel på en övergiven teori är att det var etruskerna som inspirerade både grekisk och romersk arkitektur.
Den enskilt mest betydande boken för spridningen av etruskisk historia till den engelsktalande delen av befolkningen, var antagligen den brittiske konsulen George Dennis Cities and Cemeteries of Etruria från 1848. På motsvarande vis spelade A. Noël des Vergers L'Étrurie et les Étrusques från 1862-64 en betydande roll för den franskspråkiga befolkningen. Bilden av etruskerna som spreds i Europa under den tiden gjorde inte ett alltför stort intryck på vissa kommentatorer; den tyske filosofen och filologen Friedrich Nietzsche benämnde dem "de dystra etruskerna".
Innan man kom till insikt om att etruskiskan inte var släkt med något av de andra språken som talades i Italien under den tiden (eller för den delen, med något annat språk man idag känner till överhuvudtaget), försökte man ofta tolka olika texter genom att jämföra orden med exempelvis liknande latinska ord. Detta ledde ofta till bisarra översättningar, och metoden har efter andra världskriget helt och hållet övergivits. Idag försöker man istället ta större hänsyn till i vilken kontext texten återfanns; eftersom man med säkerhet vet att många andra folkslag under samma tid ofta signerade sina dryckeskärl med sina personnamn, kan man dra slutsatsen att det med stor sannolikhet förhåller sig på samma sätt med inskrifterna på etruskiska dryckeskärl, och likadant med andra objekt, som gravstenar och krukor. Man känner idag till ungefär 9 000 etruskiska inskrifter, och man har sedan 1885 samlat dessa i ett stort vetenskapligt verk vid namnet Corpus Inscriptionum Etruscarum.

## Geografi
Detta historiska landskap låg på västkusten av Italien, gränsande i norr till Ligurien, varifrån det skildes genom floden Macra (nu Magra), i öster och söder till Apenninerna och Tibern samt i väster till Medelhavet. Det var till en del upptaget av utsprång från den nyss nämnda bergskedjan och till en annan del (i s.ö.) uppfyllt av vulkaniska berggrupper. De bördigaste delarna låg vid Apenninernas fot, kring Tiberns och Arnos övre lopp. Man hade stora skogar som gav timmer till export; på de vidsträckta betesmarkerna fanns boskap i stora mängder. Man odlade mycket vin, även om det inte ansågs vara av bästa sort. På ön Ilva (Elba) fanns betydande järngruvor. Landet hade dessutom tillgång på koppar, silver och guld, marmor (i E:s nordligaste del, kring staden Luna), som värderades högt, alabaster och lera, som lämpade sig för tillverkning av lerkärl, samt svavelbad. Kusttrakten var hälsovådlig bland annat beroende på förekomsten av malaria, men till följd av invånarnas arbete inte så farlig som i vår tid. 

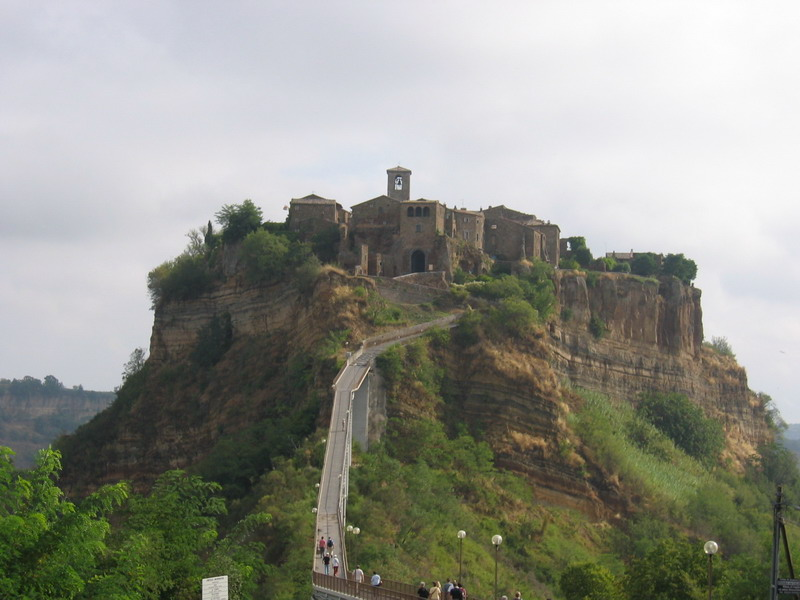
Bagnoregio

Utom Etrurien var även andra italienska områden längre eller kortare tid i etruskernas besittning. De innehade såväl Kampanien, trakten söder om Latium, med Vesuvius, som en stor del av Italien norr om Apenninerna, omkring Po (av romarna kallad Etruria circumpadana). I vart och ett av dessa båda områden talas, liksom i Etrurien, om ett förbund av tolv etruskiska städer. Bland dem i Kampanien märks Capua, och bland dem i Po-landet var Felsina (det nuv. Bologna) den förnämsta. Namnet Felsina är detsamma som eller åtminstone mycket nära besläktat med Velsina, den etruskiska formen av Volsinii.
Genom sin härkomst från de östra Medelhavsländerna och genom den livliga beröring med dessa länder, som etruskerna alltjämt underhöll, var dessa i besittning av en hög kultur, högre än den, som förut funnits i deras land, och högre än den, som fanns i angränsande delar av Italien. Etruskerna utövade i följd härav ett mycket stort inflytande på kulturutvecklingen inom den Apenninska halvöns mellersta och norra del, liksom grekerna gjorde inom den sydligaste delen av halvön. Det etruskiska inflytandet var särskilt starkt i Rom som låg invid Etruriens gräns och där enligt traditionen kungar av etruskisk härstamning (såsom den från Tarquinii inflyttade Tarquinius Priscus) en tid härskat.

## Etruskiska städer
De etruskiska städerna blev med tiden relativt avancerade för sin tid. Bland de mest betydande städerna återfinns:
- Arretium (nutida Arezzo)
- Caisra, Cisra (Caere nutida Cerveteri)
- Clevsin, (Clusium nutida Chiusi)
- Curtun (modern Cortona)
- Perusna (Perugia)
- Pupluna, Fufluna (Populonia)
- Veia (Veii/Veji nutida Veio)
- Tarch(u)na (Tarquinii nutida Tarquinia)
- Vetluna, Vetluna (Vetulonia)
- Felathri (Volaterrae nutida Volterra)
- Velzna (Volsinii, förmodligen nutida Orvieto)
- Velch, Velc(a)l (Vulci nutida Volci).

## Religion
Det är svårt att idag säga hur den etruskiska religionen egentligen var beskaffad. För det första är de enda utförliga skriftliga källor vi har kvar skrivna av sentida romare och greker, som i flera aspekter ofta underskattade etruskerna. För det andra är de arkeologiska fynden som kan kopplas samman med religiösa trosföreställningar dunkla och svårtolkade. Därtill måste man ta det faktum i beaktande, att de föremål som idag har hittats i samband med begravningsplatser och utsmyckad keramik, med all säkerhet tillhörde den aristokratiska eliten som med tiden uppstod bland etruskerna. Det är därför inte säkert att de kan sägas vara talande för befolkningens religiösa trosföreställningar som helhet.

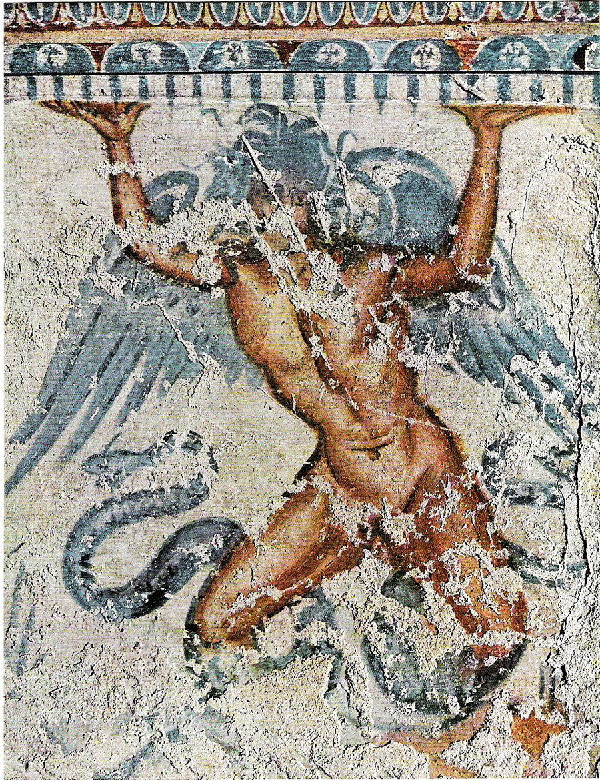
Typhon

Man har emellertid lyckats tyda en del, och vi vet med relativt stor säkerhet vissa saker om etruskernas mytologi. Etruskerna hade kontakt med grekerna och i likhet med andra områden, spred sig även grekernas mytologiska världsbild till viss del till etruskerna. Den antropomorfa synen på gudarna härstammar exempelvis från grekerna; likaså de faktiska enskilda gudomliga personligheterna. Tempel var inte någonting som den religiösa utövningen krävde, men man tror att förekomsten av etruskiska tempel berodde på en slags medborgerlig stolthet, vilket även det var en grekiskimporterad idé. Etruskernas tempel skiljde sig dock en del från grekernas. Från den romerska arkitekturförfattaren Vitruvius vet vi att de var kvadratformade, med stöttande pelare nära ingången och med en enkel bakvägg. Det innersta rummet (cella) var antingen indelat i tre kammare eller så bestod det av en kammare med öppna flyglar på varje sida. Taket låg ofta lägre än i grekiska tempel. Det största etruskiska templet byggdes på Capitolium i Rom, och invigdes i slutet av 600-talet f.Kr. Det hade både tre kammare och öppna flyglar, och tre rader av pelare på framsidan.
Man offrade diverse föremål och djur till gudarna; inte bara i templen utan vid öppna helgedomar, som ibland låg utanför templet. Det kunde alltså finnas offeraltare utan tempel, och de spelade till och med en större roll än templen på vissa platser. Man offrade förutom djur, även mat och dryck och ibland egenkomponerade föremål som placerades i små skattkammare. När dessa kammare blev fulla tömde man dem och begravde föremålen. Andra vanliga gåvor var utsmyckad keramik och små terrakottafigurer. I norra Etrurien har man hittat figurer gjorda av brons, som tros ha använts vid särskilt högtidliga tillfällen.
Mycket tyder på att etruskerna hade en uppfattning om ett liv efter döden. Man begravde exempelvis högt uppsatta personer tillsammans med dyra föremål och tecknade på gravens insida. En före detta härskare begravdes så att han skulle kunna ha uppsikt över staden. Förfädersdyrkan kan ha förekommit, vilket stöds av det faktum att det var ett relativt utbrett fenomen hos grekerna. Hur etruskerna tänkte sig att efterlivet var beskaffat kan man endast spekulera i, baserat på gravkonsten. De första bilderna på demoner är från 500-talet f.Kr. och man tycks ha varit inspirerade av den grekiske dödsguden Hades.

## Konst och litteratur
Redan under 700-talet f.Kr. var etruskerna förtrogna med skrivkonsten. Deras alfabet var ursprungligen detsamma som det av grekerna använda. Den kultur som etruskerna utvecklade är identifierbar och har sin början på 800-talet f.Kr. Hur högt konsten redan tidigt stod i Etrurien visas såväl av gravkamrarnas väggmålningar, bland vilka flera är ett halvt årtusende äldre än målningarna i Pompeji, som av de i bränd lera och brons utförda konstverken (på sarkofagerna framställda bilder av de avlidna, statyer, statyetter, reliefer med mera Om den etruskiska konstslöjdens höga ståndpunkt vittnar bl.a. många utomordentligt fina guldarbeten med ornament av pålödda, nästan stoftfina guldkorn ("granuléarbeten").
Veji, beläget ej långt från Rom, erövrades av romarna 396 f.Kr. och det föga mer avlägsna Caere 353. Före 270 hade hela Etrurien erkänt Roms överhöghet. Före mitten av 300-talet blev även Kampanien romerskt. Etruskernas välde i norra Italien hade redan omkr. 400 störtats av gallerna. Felsina fick då det galliska namnet Bononia (samma namn som Boulogne i Frankrike). Även sedan Etrurien förlorat sin självständighet och det etruskiska språket vikit för latinet, levde emellertid det etruskiska folket kvar, om än starkt uppblandat med italienare. Den stora roll, som Toscana i långt senare tid spelat i Italiens konst- och litteraturhistoria, har utan tvivel till stor del sin förklaring i etruskernas höga kultur under forntiden.

## Kvinnans ställning
Estruskiska kvinnors ställning tilldrog sig stort intresse av de samtida romarna och grekerna. 
Informationen om etruskernas samhälle är knapphändig men kvinnor hade av allt att döma en hög ställning. De etruskiska stadsstaterna, som likt Rom först var kungadömen och sedan republiker, framstår som likartade Rom, där kvinnor kunde spela inflytelserika roller i politiska elitfamiljers kontaktnät.
Etrusker räknade sin härkomst från både fadern och modern, och kvinnor hade både familjenamn och ett individuellt förnamn, vilket tyder på att de var rättsligt oberoende, och gravskicket tyder på att de kunde vara ekonomiskt oberoende. Etruskisk konst tydliggör att kvinnor inte var segregerade utan fritt umgicks med män vid idrottstävlingar och symposier, där män låg till bords och festade tillsammans med hustrur och gäster.
Detta framstod som skandalöst för grekerna, vars fester kunde urarta till sexuella orgier och som deras hustrur förbjöds delta i, och etruskiska kvinnor beskrevs därför av grekerna som sexuellt utsvävande.  Sedan den etruskiska kungafamiljen hade förvisats från Rom 509 f.Kr. och den romerska republiken hade grundats framställde romarna ofta etruskerna som sedeslösa och utsvävande, och etruskerna framställdes därför som ett dåligt exempel. Romarna såg i stället en bättre föredöme i den grekiska kulturen, vars kvinnosyn var betydligt strängare. Ändå kom kvinnans ställning i antikens Rom att snart bli betydligt mer fri än i det antika Grekland, och företer i själva verket mer likhet med kvinnors ställning hos etruskerna.

## Inflytandet på romerska riket
Då den romerska kulturen i så hög grad var påverkad av den etruskiska, har således denna senare medelbart utövat stort inflytande på alla de folk, som blev delaktiga av den romerska kulturen. Direkt, genom handel, har även invånarna i Alpländerna och mellersta Europa rönt inverkan av etruskerna. Visserligen är den åsikt oriktig, som en tid vann tilltro, att mellersta och norra Europas folk skulle ha etruskerna att tacka för kännedomen om bronsen. Men det är mycket sannolikt, att de senare kraftigt bidragit till spridandet av järnets bruk i länderna norr om Alperna; då etruskerna kom till Italien, hade de redan lärt känna denna nya metall. 
Kungariket Roms femte kung, Lucius Tarquinius Priscus (den äldre), var enligt traditionen den förste etruskiske kungen. Han regerade 616–578 f.Kr.
Roms förste konsul, Lucius Junius Brutus, var även han av etruskisk härkomst.
Etruskerna har sålunda spelat en stor roll såsom förmedlare mellan kulturfolken i Orienten och invånarna i många av Europas länder. Om deras livliga beröring med Grekland och österlandet vittnar otaliga i Etrurien funna arbeten från det östra Medelhavsområdet (silverkärl och andra saker av feniciskt ursprung, grekiska målade vaser av terrakotta med mera). Och deras handel med mellersta Europa kan vi lära känna genom de många arbeten av etruskisk härkomst, som uppgrävts i länderna norr om Alperna (kärl och andra arbeten av brons med mera).

## Bildgalleri

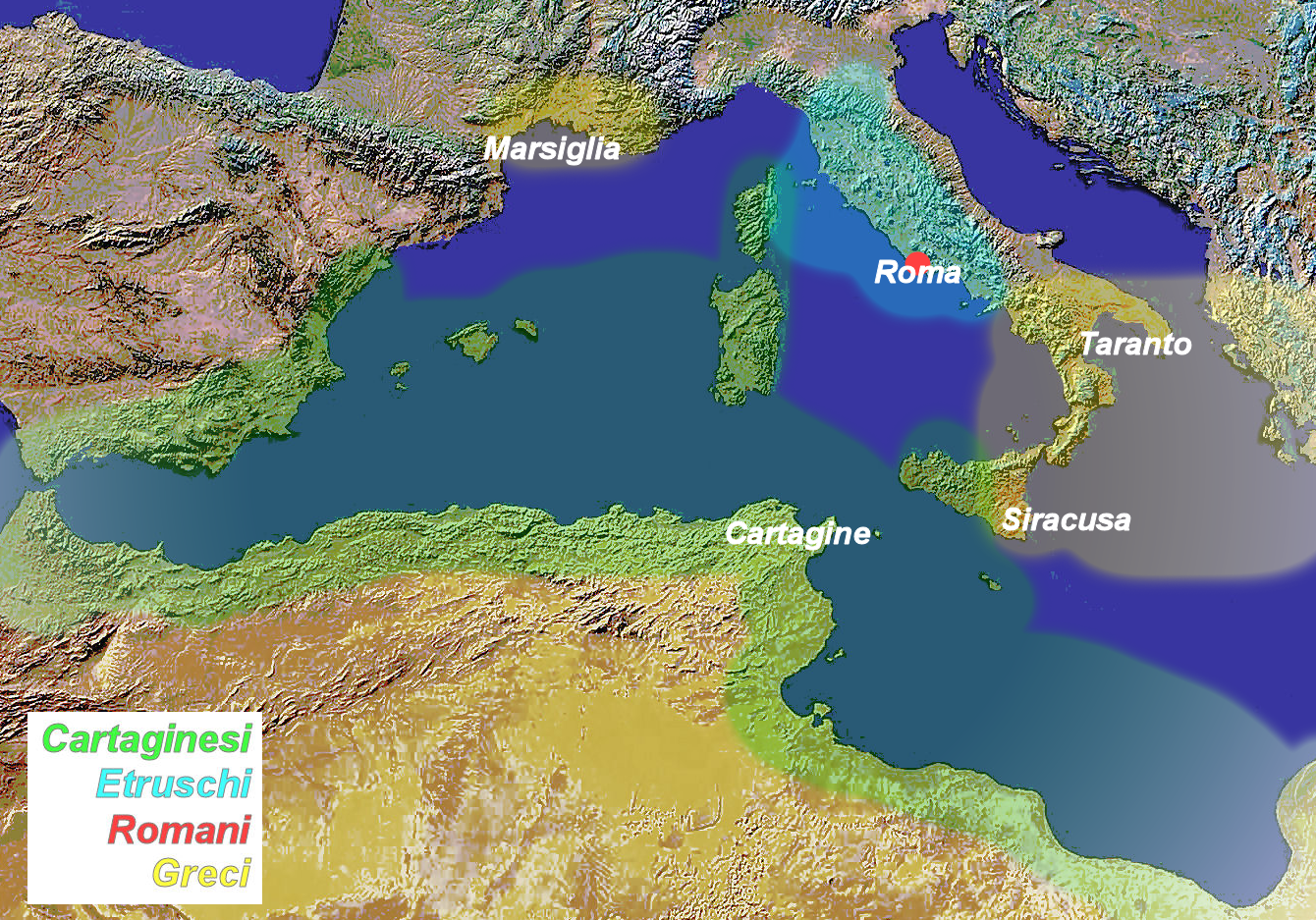
De större kulturernas utbredning i slutet av 500-talet f.Kr.
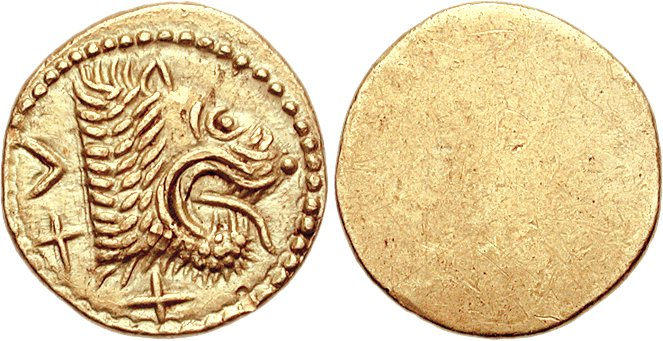
Ett etruskiskt guldmynt från andra puniska krigets tid.
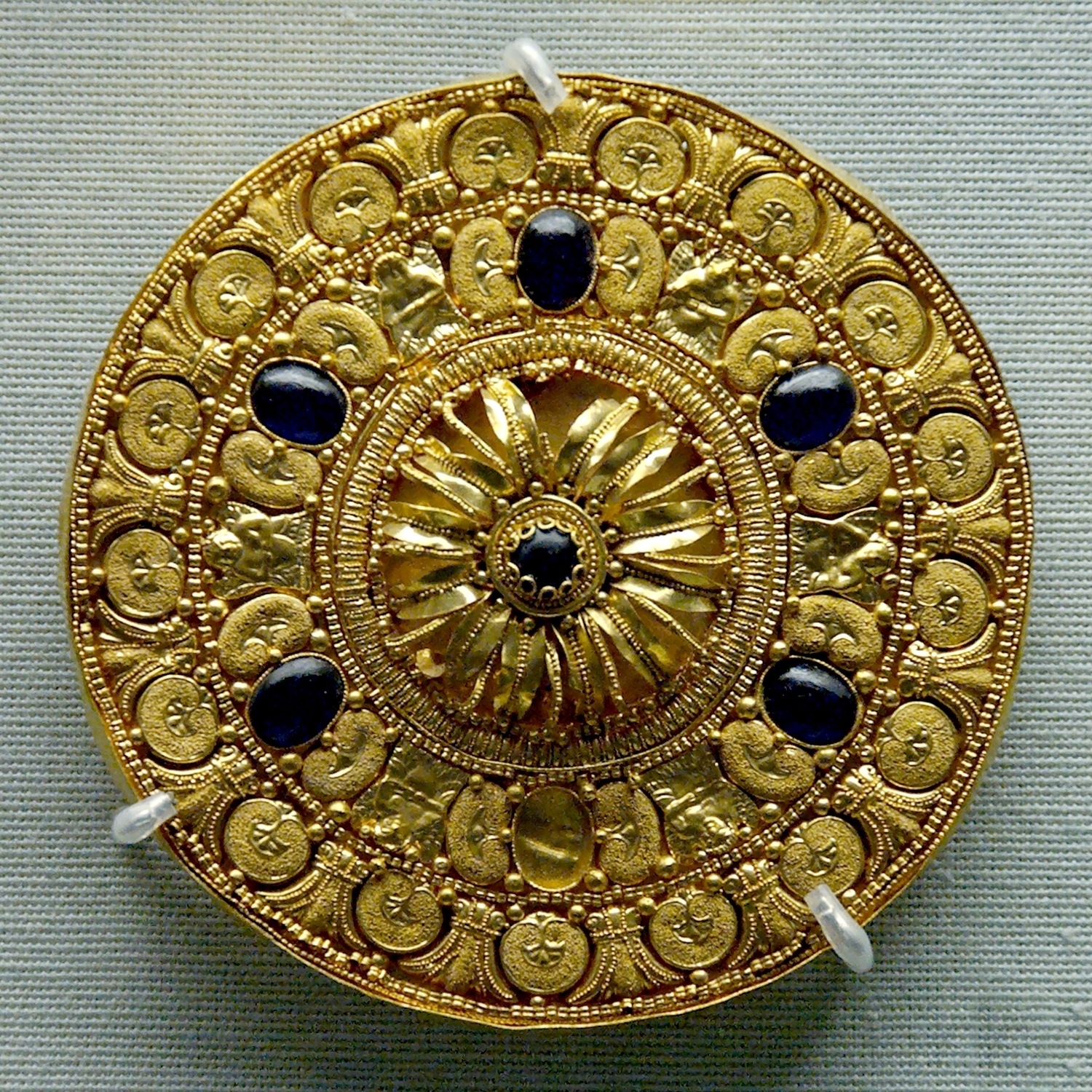
Örhänge från slutet av 500-talet f.Kr.
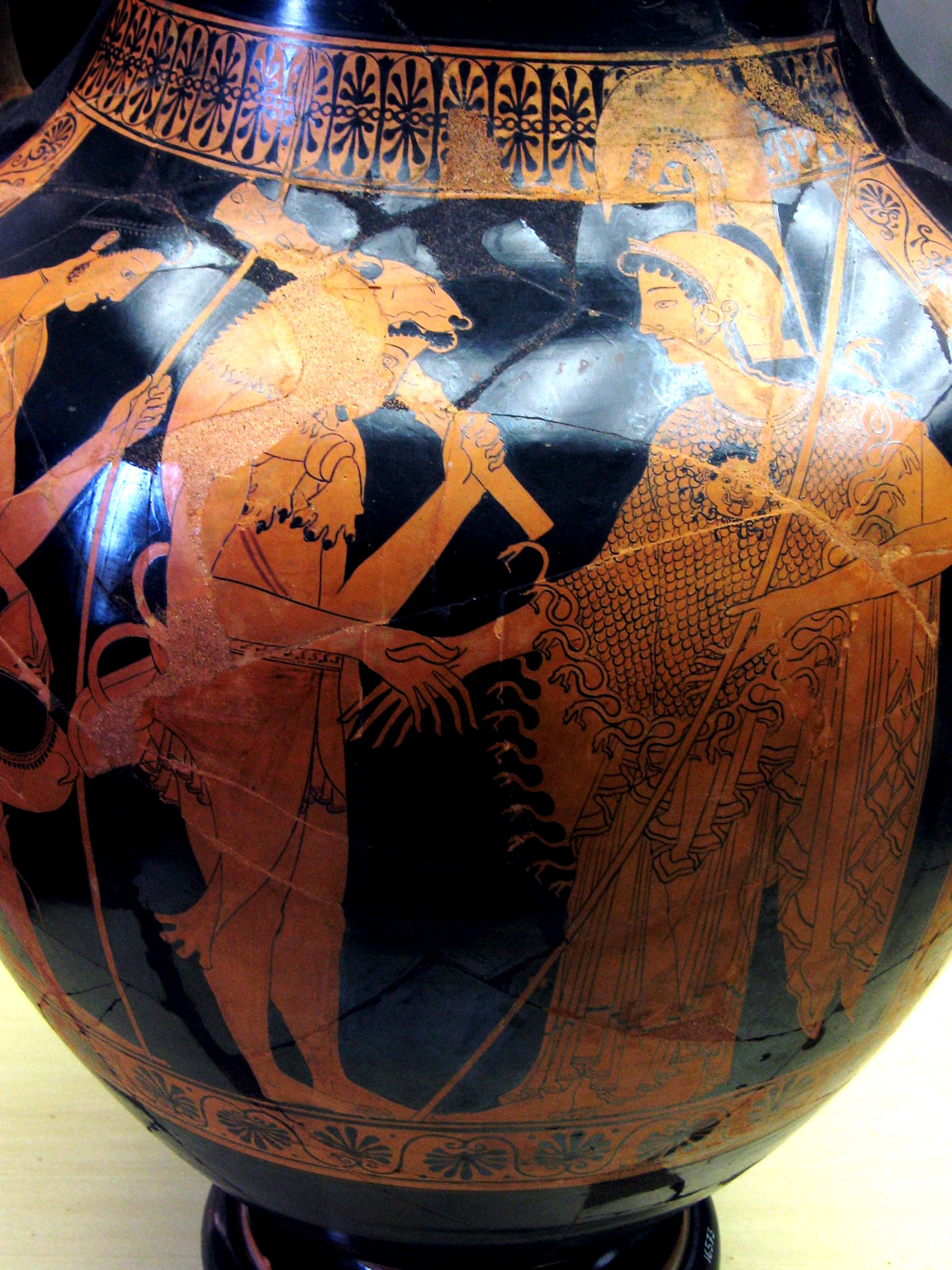
Grekisk vas hittad i Etrurien. Bilden föreställer gudinnan Athena skakande hand med Herkules.
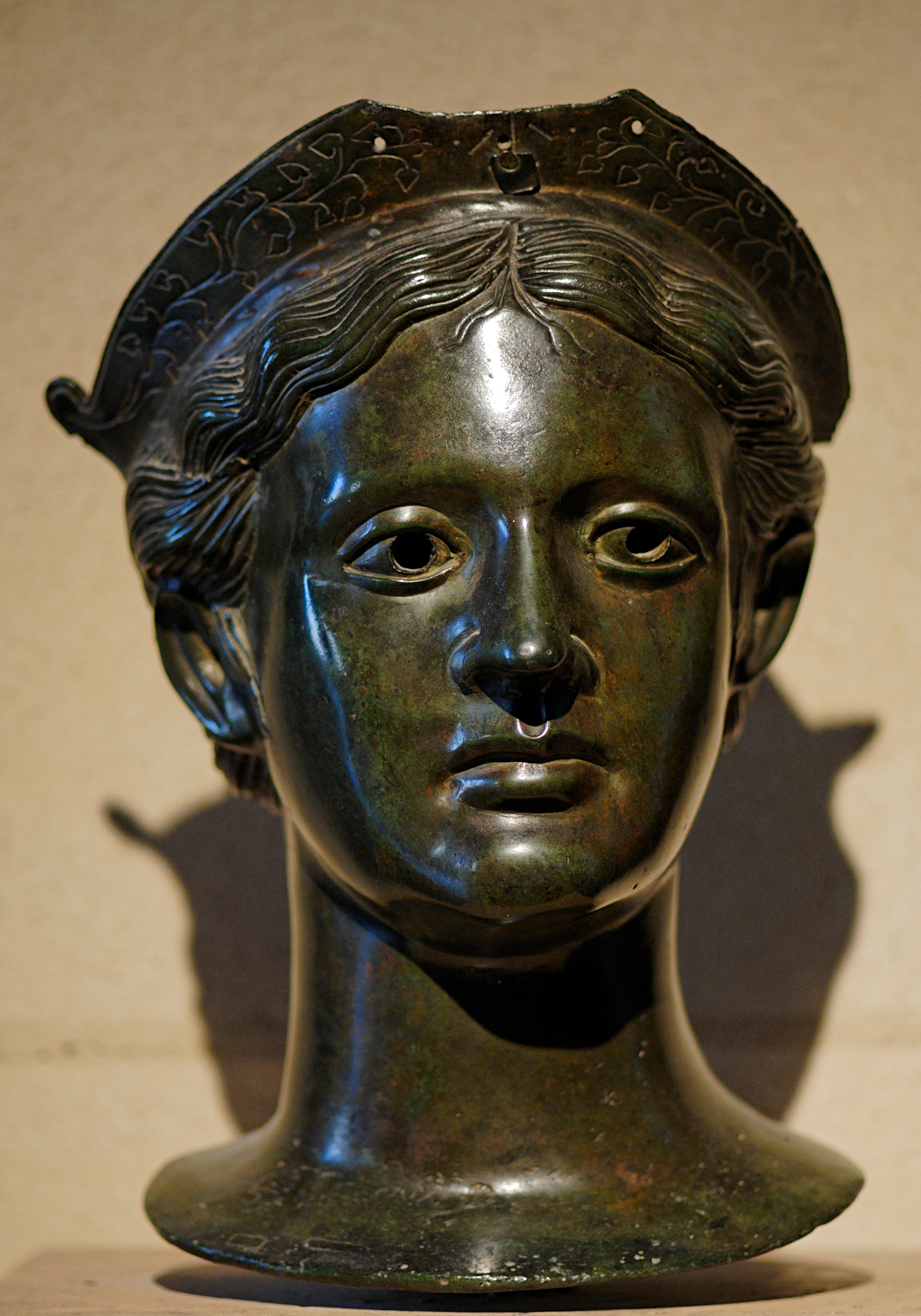
Staty av en okänd etruskisk gudinna, antagligen från 200-talet f.Kr.
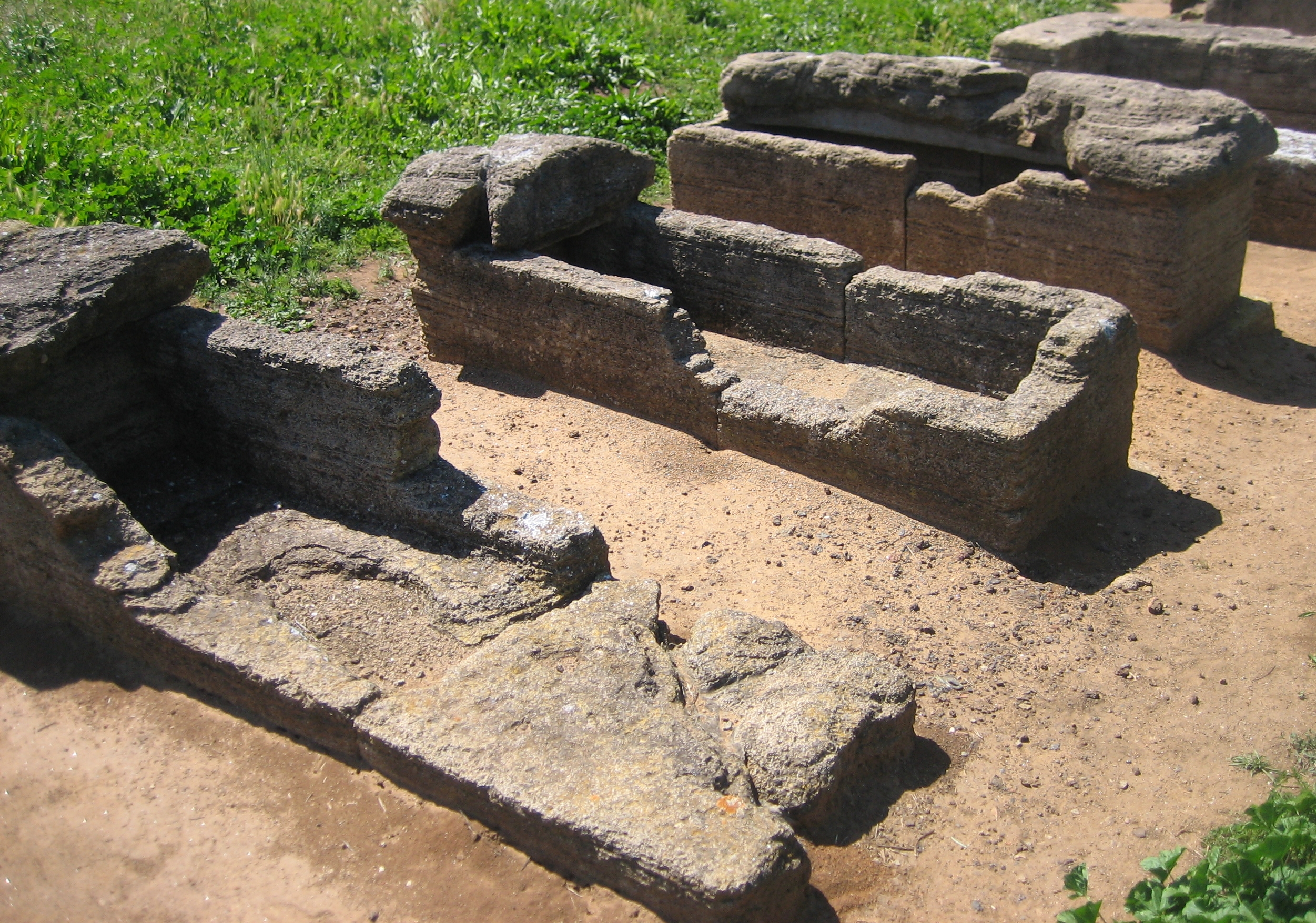
Sarkofager i Pupluna.
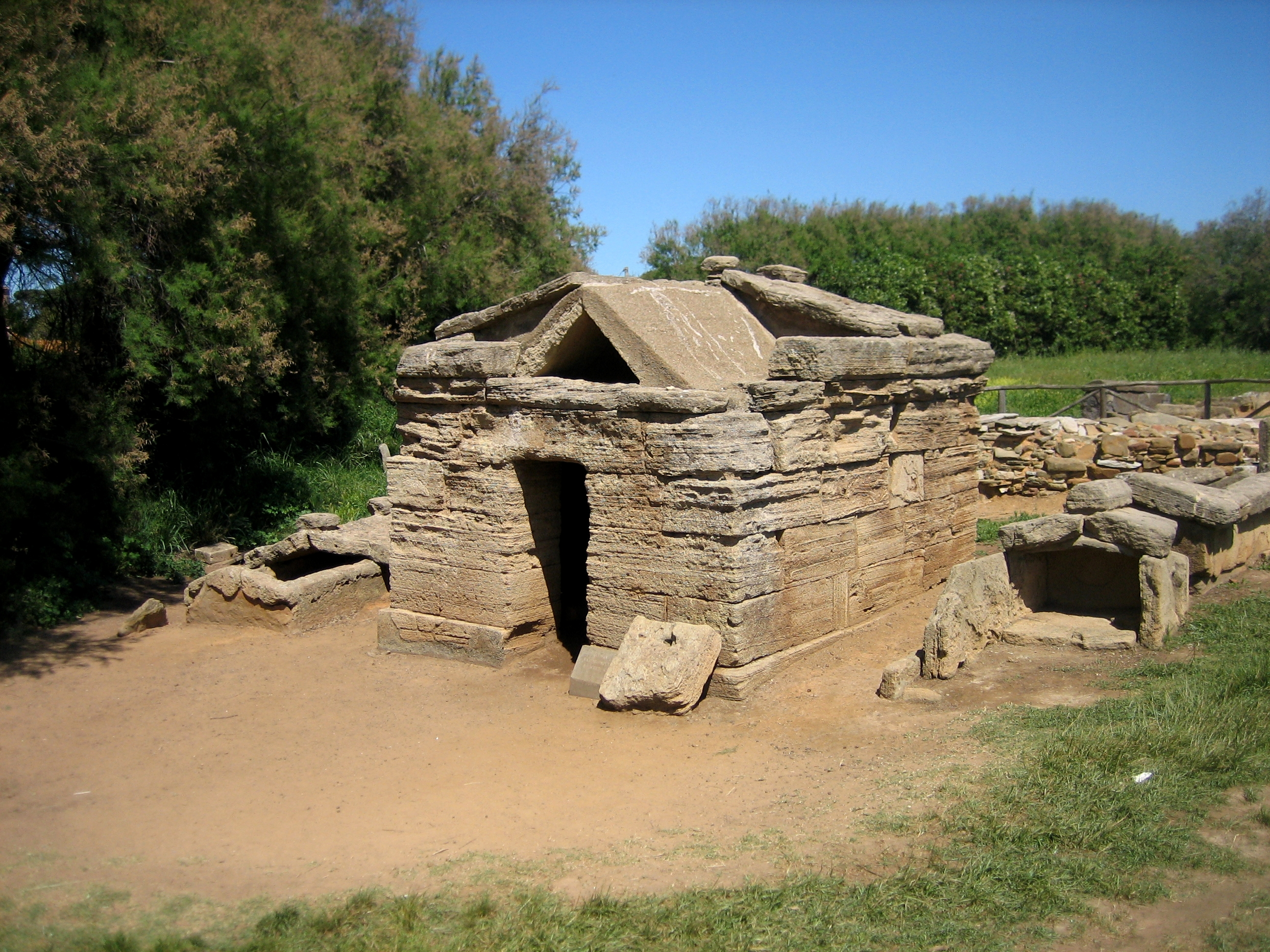
Gravhus i Pupluna.
Etruskisk skrift.
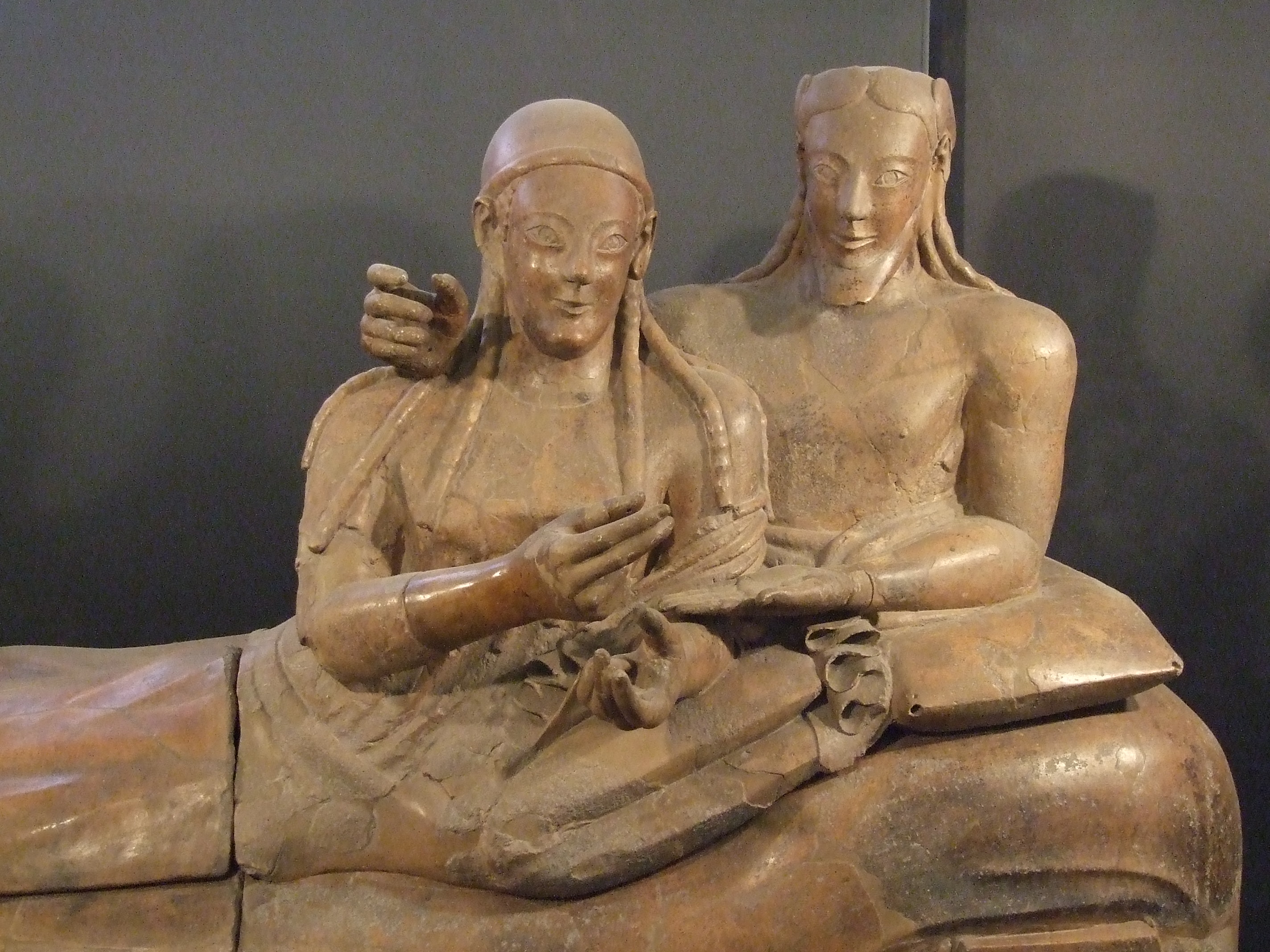
Terrakottasarkofag från Cerveteri.